# Дяволска уста
Дяволска уста (Leonurus cardiaca) e тревисто двугодишно растение, разпространено по тревисти и буренливи места. Среща се в цяла Европа с изключение на Средиземноморието. Достига височина от 0,5 до 1,2 m.

## Употреба в народната медицина
Студен извлек от надземната част се използва с медицински цели. Счита се, че билката има нервоуспокоително действие.